# Lekkoatletyka na Igrzyskach Śródziemnomorskich 1987
Zawody lekkoatletyczne na igrzyskach śródziemnomorskich w 1987 odbyły się w dniach 19–24 września w Latakii.

## Wyniki

### Mężczyźni

#### konkurencje biegowe
| Konkurencja:                       | 1. miejsce                                                                    | Rezultat | 2. miejsce                                                                               | Rezultat | 3. miejsce                                                                            | Rezultat |
| Bieg na 100 metrów                 | Stefano Tilli · Włochy                                                        | 10,41    | Ezio Madonia · Włochy                                                                    | 10,52    | Mustapha Kamel Selmi · Algieria                                                       | 10,56    |
| Bieg na 200 metrów                 | Stefano Tilli · Włochy                                                        | 20,76 w  | Mustapha Kamel Selmi · Algieria                                                          | 20,84 w  | Jean-Charles Trouabal · Francja                                                       | 20,88 w  |
| Bieg na 400 metrów                 | Antonio Sánchez · Hiszpania                                                   | 45,96    | Ismail Mačev · Jugosławia                                                                | 46,23    | Marcello Pantone · Włochy                                                             | 46,40    |
| Bieg na 800 metrów                 | Faouzi Lahbi · Maroko                                                         | 1:48,87  | Saïd M'Hand · Maroko                                                                     | 1:49,52  | Andrés Vera · Hiszpania                                                               | 1:50,37  |
| Bieg na 1500 metrów                | Saïd Aouita · Maroko                                                          | 3:39,48  | Zeki Öztürk · Turcja                                                                     | 3:40,53  | Teófilo Benito · Hiszpania                                                            | 3:41,27  |
| Bieg na 5000 metrów                | Saïd Aouita · Maroko                                                          | 13:38,05 | Ibrahim Butajjib · Maroko                                                                | 13:40,73 | Abel Antón · Hiszpania                                                                | 13:46,26 |
| Bieg na 10 000 metrów              | Féthi Baccouche · Tunezja                                                     | 28:39,66 | Ibrahim Butajjib · Maroko                                                                | 28:40,34 | Spyros Andriopulos · Grecja                                                           | 28:40,38 |
| Maraton                            | Enrico Ogliar Badessi · Włochy                                                | 2:24:13  | Georgios Afordakos · Grecja                                                              | 2:25:23  | Ahmet Altun · Turcja                                                                  | 2:25:29  |
| Bieg na 110 metrów przez płotki    | Pascal Boussemart · Francja                                                   | 13,90    | Gianni Tozzi · Włochy                                                                    | 13,92    | Daniel Darien · Francja                                                               | 13,98    |
| Bieg na 400 metrów przez płotki    | José Alonso · Hiszpania                                                       | 49,93    | Jesús Ariño · Hiszpania                                                                  | 50,68    | Angelo Locci · Włochy                                                                 | 51,05    |
| Bieg na 3000 metrów z przeszkodami | Alessandro Lambruschini · Włochy                                              | 8:19,72  | Saïd Aouita · Maroko                                                                     | 8:21,92  | Féthi Baccouche · Tunezja                                                             | 8:35,33  |
| Sztafeta 4 × 100 metrów            | Włochy · Paolo Catalano · Sandro Floris · Ezio Madonia · Stefano Tilli        | 39,67    | Hiszpania · Valentín Rocandio · Juan José Prado · Miguel Ángel García · Enrique Talavera | 40,15    | Francja · Alain Mazella · Thierry Laromanière · Jean-Charles Trouabal · Daniel Darien | 40,16    |
| Sztafeta 4 × 400 metrów            | Włochy · Andrea Montanari · Marcello Pantone · Vito Petrella · Roberto Ribaud | 3:05,29  | Hiszpania · Juan José Prado · Cayetano Cornet · Jesús Ariño · Antonio Sánchez            | 3:07,48  | Maroko · Abdelali Kasbane · Mustapha Lachaal · Faouzi Lahbi · Said M’Hand             | 3:09,25  |
| Chód na 20 kilometrów              | Maurizio Damilano · Włochy                                                    | 1:25:33  | Carlo Mattioli · Włochy                                                                  | 1:25:34  | Daniel Plaza · Hiszpania                                                              | 1:25:47  |

#### konkurencje techniczne
| Konkurencja:   | 1. miejsce                    | Rezultat | 2. miejsce                    | Rezultat | 3. miejsce                    | Rezultat |
| Skok wzwyż     | Novica Čanović · Jugosławia   | 2,24     | Luca Toso · Włochy            | 2,24     | Daniele Pagani · Włochy       | 2,21     |
| Skok o tyczce  | Gianni Stecchi · Włochy       | 5,30     | Alain Morineau · Francja      | 5,20     | Giorgio Grassi · Włochy       | 5,10     |
| Skok w dal     | Dimitros Chadzopulos · Grecja | 7,89     | Jean-Louis Rapnouil · Francja | 7,82     | Othmane Belfaa · Algieria     | 7,61 m   |
| Trójskok       | Marios Chadziandreu · Cypr    | 16,49    | Ahmed Hassan Badra · Egipt    | 15,98    | Theodoros Tantanozis · Grecja | 15,96    |
| Pchnięcie kulą | Dimitrios Kutsukis · Grecja   | 19,23    | Jovan Lazarević · Jugosławia  | 19,06    | Aubert Tréguilly · Francja    | 17,33    |
| Rzut dyskiem   | Marco Martino · Włochy        | 60,94    | Kostas Jeorjakopulos · Grecja | 59,64    | Hassan Ahmed Hamad · Egipt    | 58,12    |
| Rzut młotem    | Lucio Serrani · Włochy        | 74,30 GR | Ajet Toska · Albania          | 74,06    | Francisco Fuentes · Hiszpania | 69,34    |
| Rzut oszczepem | Sejad Krdžalić · Jugosławia   | 74,78    | Ivan Mustapić · Jugosławia    | 70,48    | Hafez El-Hussein · Syria      | 70,10    |
| Dziesięciobój  | Marco Rossi · Włochy          | 7588 pkt | Goran Kabić · Jugosławia      | 7515 pkt | Saša Karan · Jugosławia       | 7503 pkt |

### Kobiety

#### konkurencje biegowe
| Konkurencja:                    | 1. miejsce                                                                      | Rezultat   | 2. miejsce                                                                       | Rezultat | 3. miejsce                                                                  | Rezultat |
| Bieg na 100 metrów              | Violetta Kaminska · Francja                                                     | 11,76      | Kornelija Šinković · Jugosławia                                                  | 11,80    | Laurence Bongard · Francja                                                  | 11,93    |
| Bieg na 200 metrów              | Marisa Masullo · Włochy                                                         | 23,35      | Kornelija Šinković · Jugosławia                                                  | 23,37    | Anna Rita Angotzi · Włochy                                                  | 23,58    |
| Bieg na 400 metrów              | Nathalie Simon · Francja                                                        | 52,68      | Erica Rossi · Włochy                                                             | 53,57    | Cosetta Campana · Włochy                                                    | 54,28    |
| Bieg na 800 metrów              | Slobodanka Čolović · Jugosławia                                                 | 2:00,94 GR | Snežana Pajkić · Jugosławia                                                      | 2:02,91  | Adriana Vejkollari · Albania                                                | 2:03,27  |
| Bieg na 1500 metrów             | Fatima Aouam · Maroko                                                           | 4:10,96    | Agnese Possamai · Włochy                                                         | 4:13,98  | Pavlina Evro · Albania                                                      | 4:14,94  |
| Bieg na 3000 metrów             | Fatima Aouam · Maroko                                                           | 8:58,07 GR | Rosanna Munerotto · Włochy                                                       | 9:08,54  | Rosario Murcia · Francja                                                    | 9:13,24  |
| Bieg na 100 metrów przez płotki | Patrizia Lombardo · Włochy                                                      | 13,41      | Carla Tuzzi · Włochy                                                             | 13,57    | Nacèra Zaaboub · Algieria                                                   | 13,81    |
| Bieg na 400 metrów przez płotki | Nawal El Moutawakel · Maroko                                                    | 56,28 GR   | Semra Aksu · Turcja                                                              | 56,59    | Irmgard Trojer · Włochy                                                     | 57,25    |
| Sztafeta 4 × 100 metrów         | Francja · Nathalie Simon · Marine Cassin · Laurence Bongard · Violetta Kaminska | 44,32      | Włochy · Anna Rita Angotzi · Annarita Balzani · Daniela Ferrian · Marisa Masullo | 45,17    | Grecja · Wula Patulidu · Marina Skordi · Jeorjia Zuganeli · Hionati Kapeti  | 46,98    |
| Sztafeta 4 × 400 metrów         | Włochy · Cosetta Campana · Giuseppina Cirulli · Nevia Pistrino · Erica Rossi    | 3:32,14 GR | Francja · Martine Cassin · Christine Jaunin · Barbara Gourdet · Nathalie Simon   | 3:33,21  | Syria · Hiyam Saleh · Sumayyah Yohanon · Hala Abir Al-Mograbi · Sabiah Awad | 4:01,35  |

#### konkurencje techniczne
| Konkurencja:   | 1. miejsce                      | Rezultat | 2. miejsce                    | Rezultat | 3. miejsce                  | Rezultat |
| Skok wzwyż     | Amra Temim · Jugosławia         | 1,87     | Biljana Petrović · Jugosławia | 1,84     | Niki Bakojani · Grecja      | 1,84     |
| Skok w dal     | Antonella Capriotti · Włochy    | 6,43 GR  | Christine Leux · Francja      | 6,04     | Géraldine Bonnin · Francja  | 5,90     |
| Pchnięcie kulą | Agnese Maffeis · Włochy         | 15,90    | Simone Créantor · Francja     | 15,83    | Souad Malloussi · Maroko    | 15,42    |
| Rzut dyskiem   | Maria Marello · Włochy          | 55,98 GR | Lidia Rognini · Włochy        | 53,08    | Isabelle Devaluez · Francja | 51,56    |
| Rzut oszczepem | Kristina Jazbinšek · Jugosławia | 59,40    | Ana Weruli · Grecja           | 58,92    | Sofia Sakorafa · Grecja     | 57,16    |
| Siedmiobój     | Nacèra Zaaboub · Algieria       | 5696 pkt | Marina Mihajlova · Jugosławia | 5676 pkt | Stefania Frisiero · Włochy  | 5000 pkt |

## Tabela medalowa
| Miejsce | Reprezentacja | Złoto | Srebro | Brąz | Razem |
| 1       | Włochy        | 17    | 10     | 8    | 35    |
| 2       | Maroko        | 6     | 4      | 2    | 12    |
| 3       | Jugosławia    | 5     | 9      | 0    | 14    |
| 4       | Francja       | 4     | 5      | 8    | 17    |
| 5       | Grecja        | 2     | 3      | 5    | 10    |
| 5       | Hiszpania     | 2     | 3      | 5    | 10    |
| 7       | Algieria      | 1     | 1      | 3    | 5     |
| 8       | Tunezja       | 1     | 0      | 1    | 2     |
| 9       | Cypr          | 1     | 0      | 0    | 1     |
| 10      | Turcja        | 0     | 2      | 1    | 3     |
| 11      | Albania       | 0     | 1      | 2    | 3     |
| 11      | Egipt         | 0     | 1      | 2    | 3     |
| 13      | Syria         | 0     | 0      | 2    | 2     |
| Poz.    | Razem:        | 39    | 39     | 39   | 118   |